# Radoși
Radoși – wieś w Rumunii, w okręgu Gorj, w gminie Crasna. W 2011 roku liczyła 734 mieszkańców.